# Список дипломатичних місій Молдови

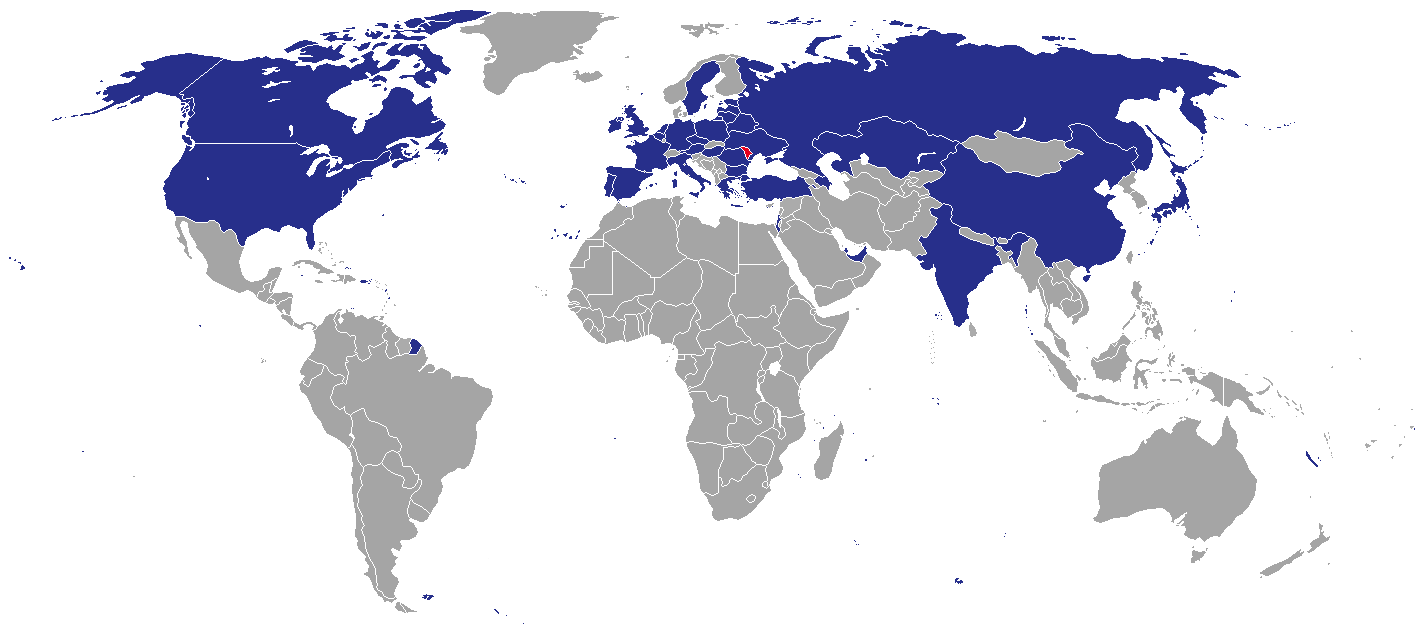
Дипломатичні відносини Македонії

Список дипломатичних місій Молдови — перелік дипломатичних місій (посольств) і генеральних консульств Молдови в країнах світу.

## Америка

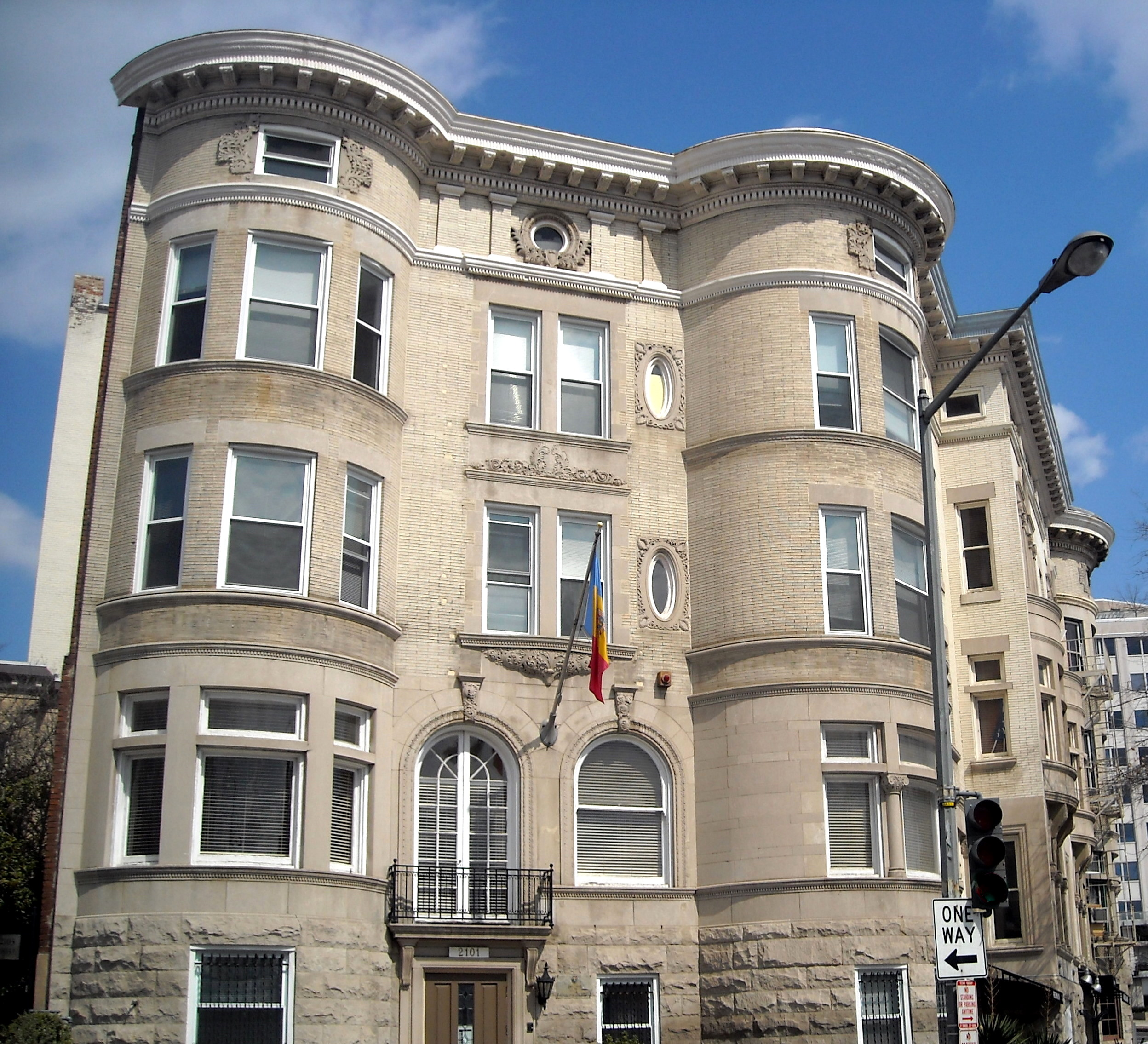
Вашингтон

- Канада
  - Оттава (посольство)
- США
  - Вашингтон (посольство)

## Азія
- Азербайджан
  - Баку (посольство)
- КНР
  - Пекін (посольство)
- Ізраїль
  - Тель-Авів (посольство)
- Катар
  - Доха (посольство)
- Туреччина
  - Анкара (посольство)
  - Стамбул (генеральне консульство)

## Європа
- Австрія
  - Відень (посольство)
- Білорусь
  - Мінськ (посольство)
- Бельгія
  - Брюссель (посольство)
- Болгарія
  - Софія (посольство)
- Чехія
  - Прага (посольство
- Естонія
  - Таллінн (посольство)
- Франція
  - Париж (посольство)
- Німеччина
  - Берлін (посольство)

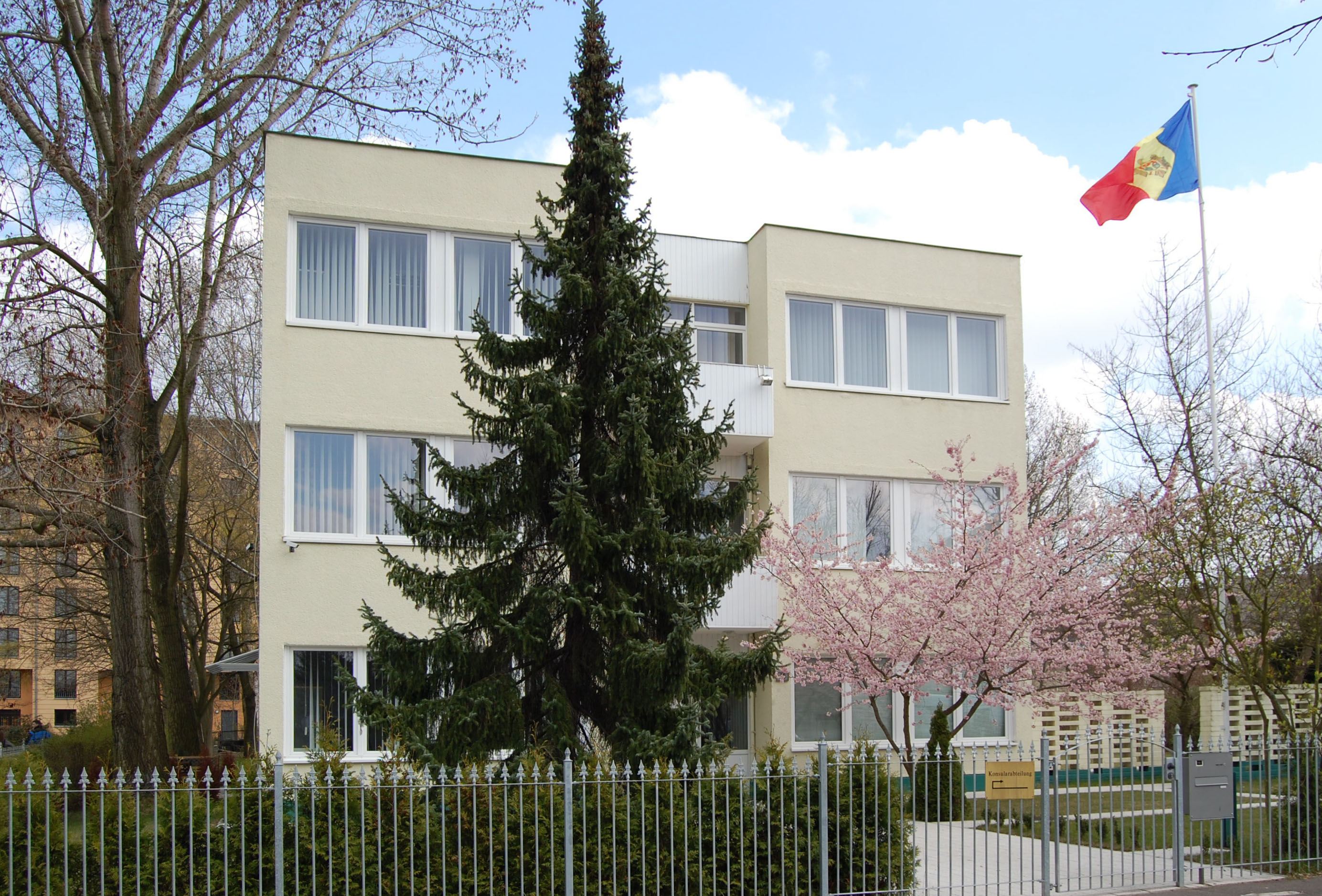
Берлін

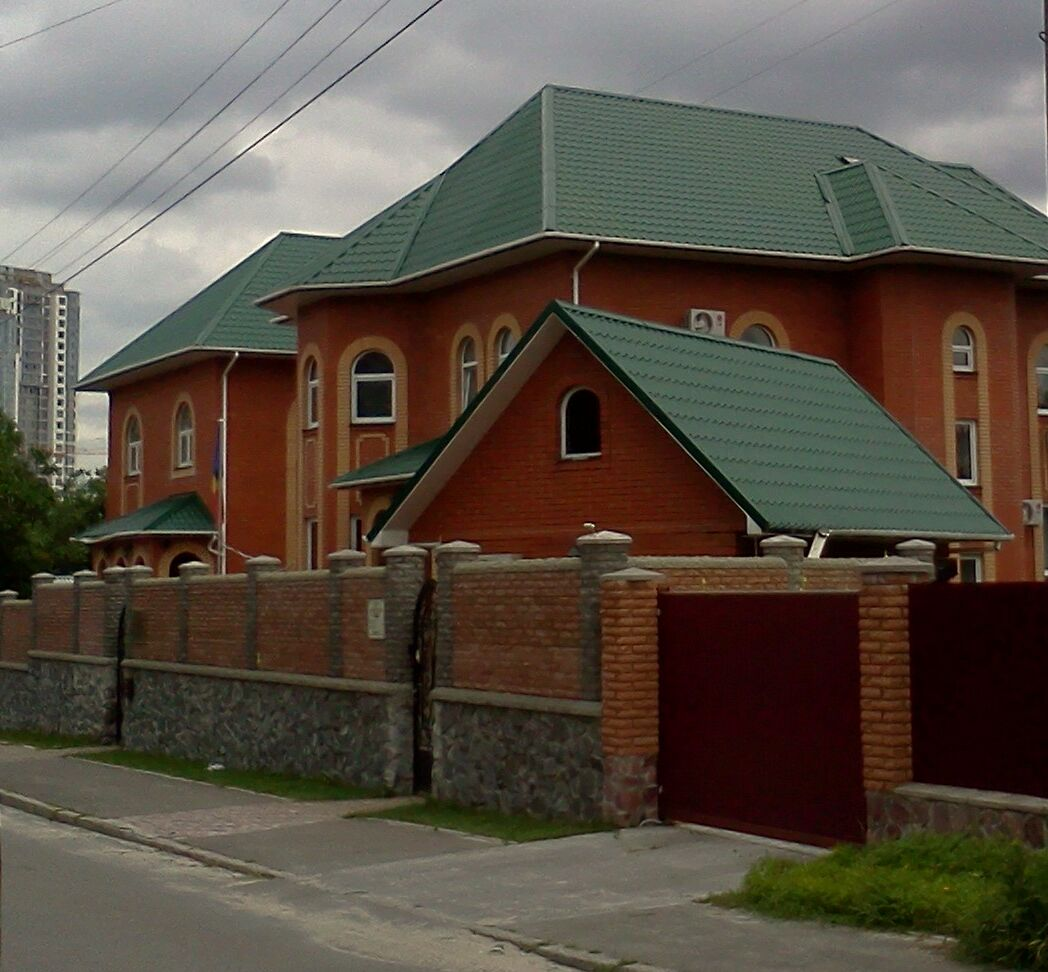
Київ

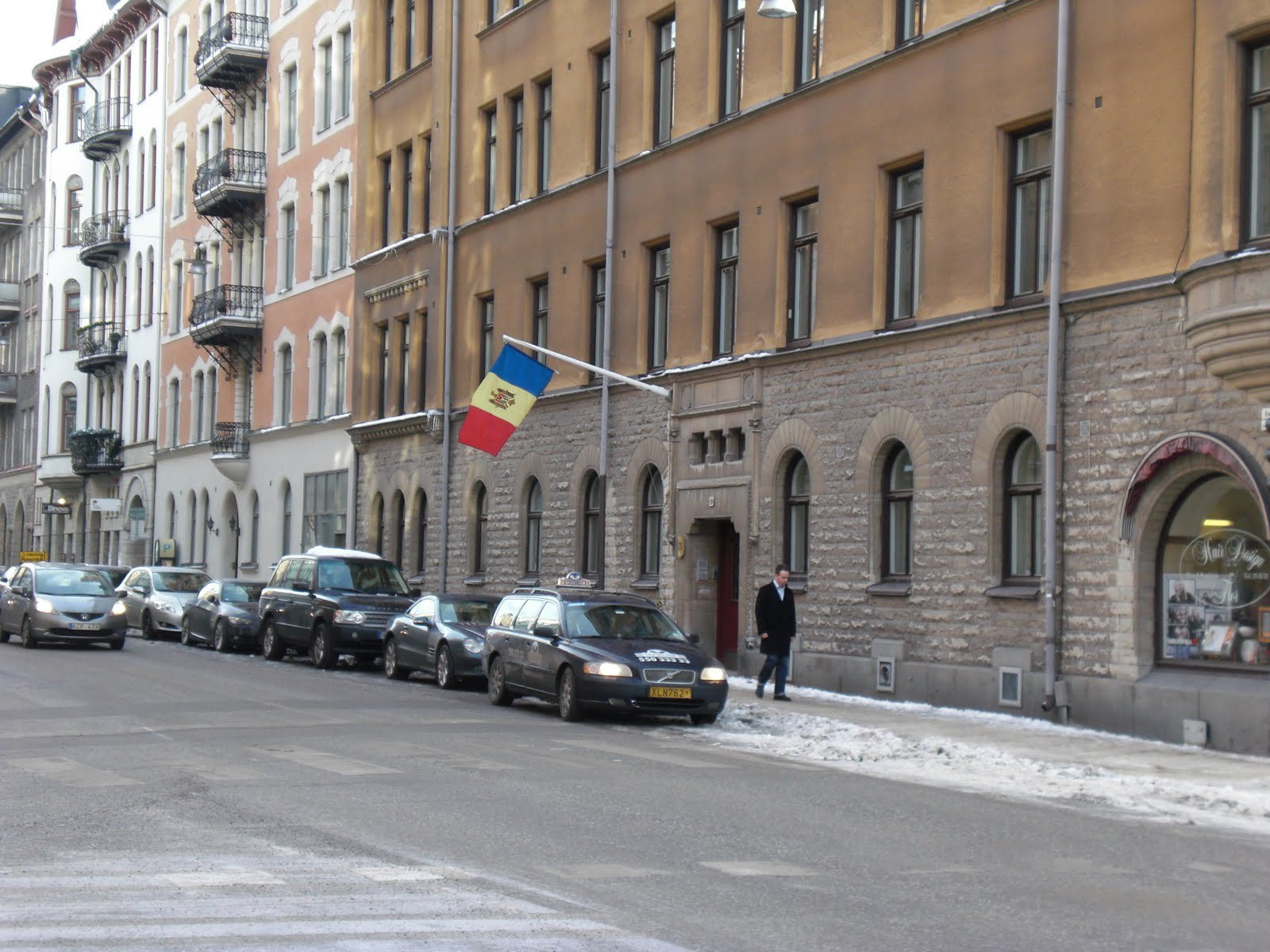
Стокгольм

  - Франкфурт (генеральне консульство)
- Греція
  - Афіни (посольство)
- Угорщина
  - Будапешт (посольство)
- Італія
  - Рим (посольство)
  -  Мілан (генеральне консульство)
- Латвія
  - Рига (посольство)
- Литва
  - Вільнюс (посольство)
- Нідерланди
  - Гаага (посольство)
- Польща
  - Варшава (посольство)
- Португалія
  - Лісабон (посольство)
- Румунія
  - Бухарест (посольство)
  - Ясси (генеральне консульство)
- Росія
  - Москва (посольство)
- Іспанія
  - Мадрид (посольство)
- Швеція
  - Стокгольм (посольство)
- Україна
  - Київ (посольство)
  - Одеса (генеральне консульство)
- Велика Британія
  - Лондон (посольство)

## Міжнародні організації
- Брюссель (постійне представництво Європейському Союзі і НАТО)
- Женева (постійне представництво Організації Об'єднаних Націй і міжнародних організаціях)
- Нью-Йорк (постійне представництво в Організації Об'єднаних Націй)
- Страсбург (постійне представництво в Раді Європи)
- Відень (постійне представництво ОБСЄ)